# Caradjaina
Caradjaina é um gênero de mariposa pertencente à família Crambidae.